# Jacek Hajnos
Jacek Hajnos OP (ur. 1989) – polski malarz, grafik, rysownik, rzeźbiarz, działacz społeczny, koordynator projektów artystycznych oraz dominikanin.

## Życiorys
Pochodzi z Nowego Targu. Ukończył Zespół Szkół Plastycznych im. Antoniego Kenara w Zakopanem. Jest absolwentem Wydziału Grafiki Akademii Sztuk Pięknych w Krakowie oraz Wydziału Filozofii na Uniwersytecie Papieskim Jana Pawła II w Krakowie. Był prezesem Katolickiego Centrum Kultury i współzałożycielem ogólnopolskiej wspólnoty i fundacji Vera Icon.
Formacje i studia teologiczne odbywał w Kolegium Filozoficzno-Teologicznym oo. Dominikanów w Krakowie. Święcenia prezbiteratu przyjął 27 maja 2023 roku z rąk bp Michała Janochy w krakowskiej Bazylice Świętej Trójcy. Mszę prymicyjną odprawił 4 czerwca 2023 w Nowym Targu.

## Twórczość
W 2014 zakwalifikował się do wystawy pokonkursowej na Kochi – Międzynarodowa Triennale grafiki warsztatowej w Japonii.
Cykl jego portretów osób w kryzysie bezdomności pt. „Różnica” prezentowany był w  Miejskiej Galerii Sztuki im. Władysława hr. Zamoyskiego w Zakopanem (2016), w Galerii Zielona 13 w Łodzi, w Sali Petrus Wielkiej Ruiny Opactwa Benedyktynów w Tyńcu (2018) oraz Państwowym Liceum Sztuk Plastycznych im. Józefa Pankiewicza w Katowicach (2022). Prace z tego cyklu zostały wydane w formie albumu.
W 2018 roku został nominowany/zgłoszony w kategorii sztuki wizualne do nagrody kulturalnej Paszport „Polityki” przez  ogólnopolski miesięcznik poświęcony sztukom plastycznym Arteon.
W 2018 roku w krużgankach krakowskiego klasztoru dominikanów prezentowana była jego wystawa pt. „Everyman - Hiob”. Autor ilustracji do książki Adama Szustaka OP pt. Targ zamknięty. Lekcje Hioba. Droga do zbawienia.
W 2019 roku prace z jego różnych cyklów prezentowane były na wystawie pt. „nieMoc” w Miejskim Ośrodku Kultury w Nowym Targu.
W 2023 roku jego prace z cyklu Nie-Moc prezentowane były na wystawie „Nie-Moc: Rozważania nad pokorą Chrystusa” w Galerii Sztuki BWA JATKI w Nowym Targu.
Prace Jacka Hajnosa prezentowane były także na wystawie zbiorowej „Pejzaż malarstwa polskiego” w Zachęcie – Narodowej Galerii Sztuki  (17.11.2023–25.02.2024), a sam Hajnos podpisał wówczas list otwarty 55. artystek i artystów biorących udział w tejże wystawie i zatytułowany „Przeciwko upartyjnianiu kultury”.
Prace Hajnosa prezentowane były również na wystawach zbiorowych obrazów Jezusa Miłosiernego namalowanych według wizji św. siostry Faustyny (27.02.2023–02.04.2023) oraz pt. „Zwiastowanie” (17.12.2023–31.01.2024) w ramach projektu „Namalować katolicyzm od nowa” w podziemiach bazyliki katedralnej św. Michała Archanioła i św. Floriana Męczennika w Warszawie.

## Wybrane nagrody
- II Nagroda w Ogólnopolskim Konkursie Plastycznym, Elbląg (2007)[5]
- II Nagroda w VII Ogólnopolskim Biennale Rysunku i Malarstwa, Koszalin (2007)[5]
- Nagroda w I Ogólnopolskim Biennale Autoportretu, Radom (2007)[5]
- Nagroda Główna w VIII Ogólnopolskim Biennale Rysunku i Malarstwa, Koszalin (2008)[5]
- II Nagroda w Ogólnopolskim Konkursie Rysunku, Autoportret, Radom (2008)
- Grand Prix w kategorii malarstwo, w Konkursie ogólnopolskim „Siedem grzechów głównych”, Dąbrowa Górnicza (2014)[5]
- Nominacja do nagrody Paszport „Polityki” od magazynu Arteon (2018)[5]
- II Nagroda w konkursie pt. „(Nie)widzialny”, organizowanym przez Fundację Chronić Dobro (2021)[5]

## Wybrana bibliografia autorska
- Różnica (RTCK Wydawnictwo, Nowy Sącz, 2022; ISBN:9788366523913)